# 이토요촌 (후쿠시마현 소마군)
이토요촌(飯豊村)은 후쿠시마현 하마도리 북부, 소마군에 속했던 촌이다. 현재의 소마시 북동부, 조반선 소마역의 남동부 일대, 우타강 하구 우안, 히카시오시가와강 하구 좌안 마쓰가와우라에 접한 지역에 해당한다.

## 역사
- 1889년 4월 1일 - 정촌제 시행에 의해 8촌이 합병해 우타군 이토요촌이 성립하였다.
- 1896년 4월 1일 - 우다군이 나메가타 군과 합병해 소마 군이 성립하였다.
- 1954년 3월 31일 - 나카무라 정, 오노 촌, 야와타 촌, 야마카미 촌, 다마노 촌, 닛타키 촌, 이소베 촌이 대등 합병해 소마 시가 되어, 동일 이토요촌이 폐지되었다.

## 교통

### 철도
일본국유철도 조반선이 서쪽 끝을 살짝 비껴가고 있었다. 

## 참고문헌
- 角川日本地名大辞典 7 福島県